# Crêpe
Denna artikel handlar om tyger, för maträtten se Crêpes.

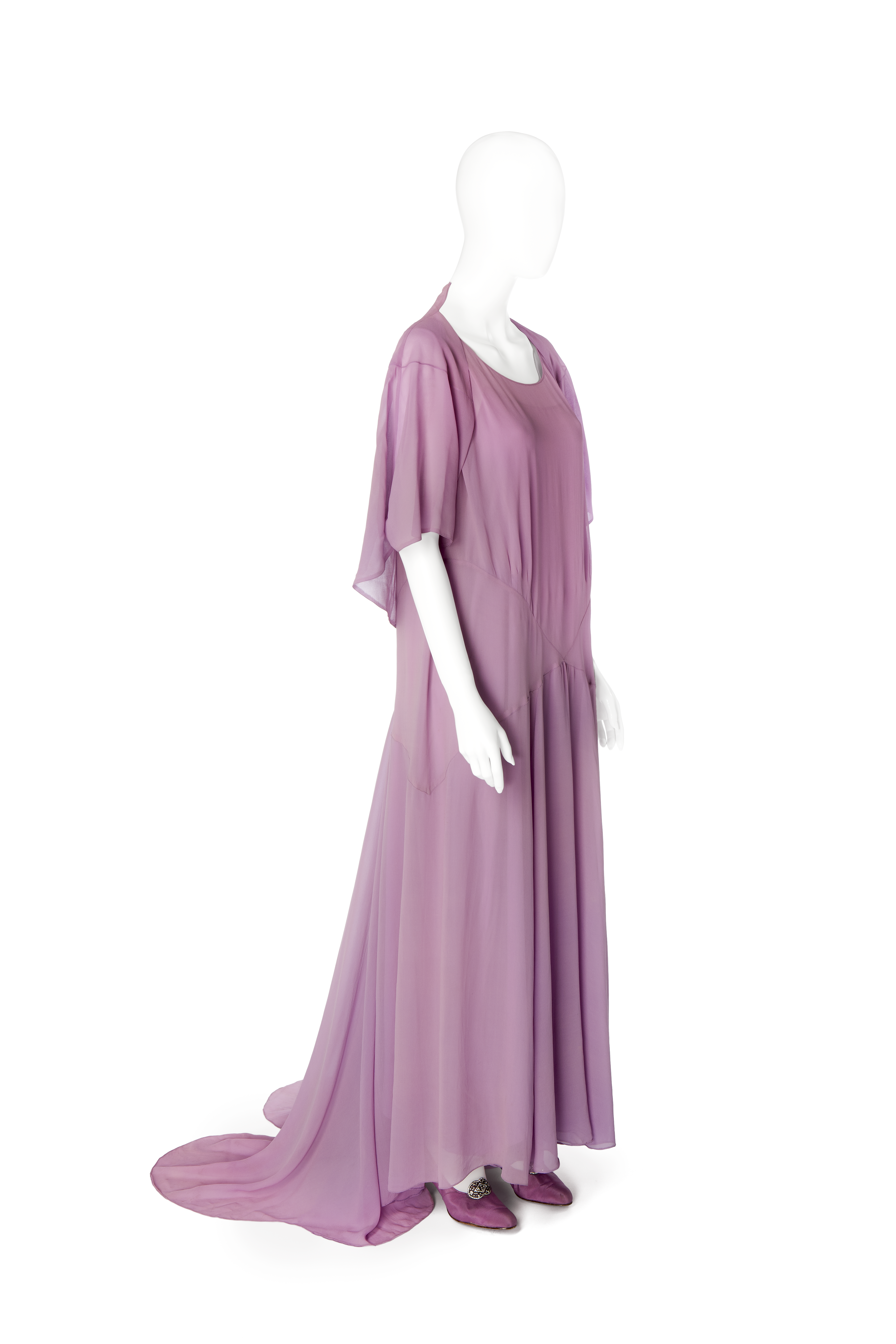
Syrenlila sidenklänning av crêpegeorgette, skuren på skrå, 1930-tal.

Crêpe, kräpp eller förr krepon, är ett vävt tyg med aningen krusig yta.
Yllecrêpe är ett relativt tunt, något stelt ylletyg med kräppad yta. De främsta användningsområdena är klänningar och blusar.
Bomullscrêpe tunt, bomullstyg med kräppad yta, har tidigare varit vanligt i sommarklänningar.
Crêpesatin är ett tyg med kräppad yta på den ena sidan och satinyta på den andra. Det tillverkas av rayon, polyester och silke. De främsta användningsområdena är klänningar, blusar och damunderkläder.
Crêpon är ett tunt tyg av syntetmaterial som genomgått en kemisk kräppning. Det används främst till blusar och aftonklänningar. 